# イオン高根木戸店
イオン高根木戸店（イオンたかねきどてん）は、千葉県船橋市習志野台一丁目に所在するイオンリテール株式会社のショッピングセンターである。

## 概要
イオン（旧・ジャスコ）高根木戸店を中心に、専門店テナントが出店している。
2019年10月21日から、買い物難民への支援のため、船橋市と提携して移動販売を実施している。

## 主なテナント
1階にはモンタボー、2階にはイオンフィットネススタジオ、ダイソーなどがある。
出店しているテナント全店の一覧・詳細情報は公式サイト「フロアガイド」を、営業時間およびATMを設置する金融機関の詳細は公式サイト「営業時間のご案内」を参照。

## 周辺施設
京成電鉄松戸線高根木戸駅 - 駅の北口に店舗が隣接している。